# Langa del Castillo (kommunhuvudort)
Langa del Castillo är en kommunhuvudort i Spanien.   Den ligger i provinsen Provincia de Zaragoza och regionen Aragonien, i den nordöstra delen av landet, 210 km öster om huvudstaden Madrid. Langa del Castillo ligger 881 meter över havet och antalet invånare är 177.
Terrängen runt Langa del Castillo är kuperad åt nordväst, men åt sydost är den platt. Runt Langa del Castillo är det mycket glesbefolkat, med 6 invånare per kvadratkilometer. Närmaste större samhälle är Daroca, 10,9 km söder om Langa del Castillo. Trakten runt Langa del Castillo består till största delen av jordbruksmark.